# Montreal Alouettes

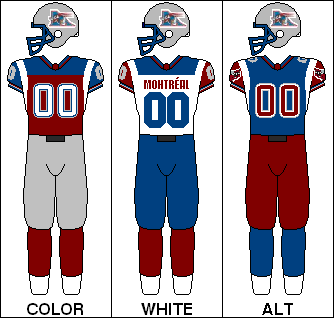
Oficiální dresy týmu Alouettes

Montreal Alouettes (francouzsky: Alouettes de Montréal) je profesionální tým kanadského fotbalu, který vznikl v roce 1946. Tým hraje domácí Kanadskou fotbalovou ligu ve východní divizi. Alouettes vyhráli sedmkrát Grey Cup a jsou historicky jedním z neúspěšnějších týmů v Canadian Football League. Domácí zápasy odehrává na atletickém stadiónu Percival Molson Memorial Stadium, kde je kapacita 23 420 diváků. Alouettes jsou často fanoušky přezdívaní ALLS.